# Federação Estoniana de Voleibol
A Federação Estoniana de Voleibol  (em estoniano:Eesti Võrkpalli Liit EVL) é  uma organização fundada em 1948 que governa a pratica de voleibol na Estônia, sendo membro da Federação Internacional de Voleibol e da Confederação Européia de Voleibol, a entidade é responsável por  organizar  os campeonatos nacionais de  voleibol masculino e feminino no país.